# Aggregaat (scheikunde)
Een aggregaat (van het Latijnse aggredi: naderen, gaan naar) is een geheel dat is ontstaan doordat colloïdale of gesuspendeerde deeltjes onder invloed van intermoleculaire krachten samenklonteren tot een groter geheel. De deeltjes waaruit het aggregaat is opgebouwd worden de primaire deeltjes genoemd.
Aggregaatvorming is in het algemeen van belang daar waar men te maken heeft met de fysische eigenschappen van gesedimenteerde (neergeslagen) suspensies, zoals in de verfindustrie en de bodemkunde. De term wordt ook wel gebruikt voor het samenklonteren van verscheidene moleculen tot een groter geheel (zogenaamde associatie-colloïden).
Indien de moleculen echter door een chemische binding aaneengeschakeld worden, wordt van een polymerisatie of polycondensatiereactie gesproken.